# أحمد يسلم
أحمد يسلم (مواليد 8 يوليو 1994، لاعب كرة قدم إماراتي يجيد اللعب في الدفاع .
لعب سابقاً مع نادي عجمان ونادي الوصل ونادي الإمارات ونادي الظفرة .

## روابط خارجية
- أحمد يسلم على موقع Soccerway.com (الإنجليزية)